# Rising Star (Magyarország)
A Rising Star (magyarul: Feltörekvő csillag) egy licencszerződésen alapuló zenei tehetségkutató műsor, amelynek 1.évada a TV2 csatornáján volt látható 2014. október 26-ától. 2013 decemberében jelentették be, hogy 2014-ben elindul a Rising Star Magyarországon is.
A műsor nagy mértékben épít a modern technológiákra és a világhálós közösségekre. A formátum különlegessége, a többi tehetségkutatóval szemben, hogy minden televíziónéző egy okostelefonra fejlesztett ingyenes alkalmazáson keresztül szavazhat az énekesekre. A versenyzők egy LED-fal mögött énekelnek, ami csak akkor emelkedik fel, ha a produkciójuk elér egy bizonyos százalékot. A magyar verzió az eredeti izraeli HaKokhav HaBa (A következő csillag) című show-műsorban alkalmazott szabályrendszert követi.

## Formátum
A Rising Star egy izraeli formátum, a Keshet International fejlesztette ki, majd kezdte meg forgalmazását. A TV2 korábban ettől a cégtől vásárolta meg Az ének iskolája című tehetséggondozó-műsor és a Bumm! című kvízműsor licencét is. A Rising Star az izraeli Channel 2 csatornán került először adásba 2013 szeptemberében, ahol az első adás nézettségi rekordot döntött. A műsort nemzetközi szinten is nagy érdeklődés övezte, bemutatták Brazíliában, Portugáliában, Franciaországban, Indonéziában, Kínában, Németországban és Oroszországban is, az Egyesült Államokban pedig az ABC csatorna vetítette, de francia, olasz és orosz tévétársaság is megvásárolta a sugárzási jogokat.
A műsor különlegessége, hogy egy LED-fal választja el az énekeseket a közönségtől és a zsűritől, egészen addig, míg annyi szavazatot nem kapnak a versenyzők, hogy az felemelkedjen. Ha ez megtörténik, akkor folytatódhat a jelentkező számára a verseny. Az SMS-szavazás helyett egy ingyenes mobil applikáción keresztül történik a nézők véleménynyilvánítása. A műsor minden adása élő (kivéve az előválogatók), így a nézők azonnal voksolhatnak, hogy a versenyző megérdemli a továbbjutást vagy sem.

## A mobil applikáció és a szavazás
A műsor mobil applikációját 2014. október 13-tól ingyenesen lehetett letölteni Android, iOS vagy Windows Phone operációs rendszert futtató okostelefonokra, táblagépekre. Az applikációt először regisztrálni kell Facebook, Twitter vagy Google+ profillal. Végül a program megkérdezi a használójától, hogy viszontlátná-e profilképét a LED-falon vagy sem. Ezután az alkalmazás használatra és szavazásra kész.
Minden énekes produkciója előtt az applikációban be kell jelentkezni a szavazáshoz. Ha a néző az előadás kezdetéig elmulasztja a belépést, arra az adott produkcióra nem fog tudni szavazni, várnia kell a következő produkcióra. A szavazás a során a nézőnek azt kell eldöntenie, hogy tetszik az éppen látott produkció vagy nem. Ha igen, akkor a kék nyilat kell jobbra csúsztatni, ha nem, akkor a piros nyilat balra. A szavazaton később már nem lehet változtatni. Az igennel szavazó nézők profilképe véletlenszerűen megjelenik az énekes előtt a LED-falon, aki így láthatja a támogatóit. Közben a stúdióban helyetfoglaló, négytagú zsűri is voksol, egy-egy zsűritag igen szavazata 7%-ot ér a versenyzőnek, és az ő arcképe is megjelenik a falon. Azonban, ha az egyik zsűritag nemmel szavaz, azt csak egy hangeffekt jelzi. A szavazás állását a nézők folyamatosan láthatják a képernyő bal oldalán megjelenő számlálón. A beérkező nézői szavazatokat valós időben összeszámolják, és azokat a zsűri szavazataival összesítve dől el, hogy a versenyző előtt felemelkedik-e a fal vagy sem, azaz továbbjut-e, vagy kiesik. Szavazni Magyarországról és a környező országokból lehet. A program egyébként a szavazás mellett plusz tartalmakat is kínál.

## Évadok
| Évad      | Kezdet            | Finálé            | Győztes                | 2. helyezett  | 3. helyezett | 4. helyezett           | Műsorvezetők     | Zsűri                                                | Adó |
| --------- | ----------------- | ----------------- | ---------------------- | ------------- | ------------ | ---------------------- | ---------------- | ---------------------------------------------------- | --- |
| Első évad | 2014. október 26. | 2015. február 15. | Várhegyi Lucas Palmira | Czibi Norbert | Peter Šrámek | Fehérvári Gábor Alfréd | Ördög Nóra Majka | Kerényi Miklós Gábor Pásztor Anna Feke Pál Mező Misi |     |

2014. szeptember 4-én, a TV2 csoport őszi sajtótájékoztatóján hivatalosan is bejelentették, hogy az egyik műsorvezető a konkurens csatornától, az RTL Klubtól átigazolt Ördög Nóra lesz. A másik műsorvezető Majoros Péter „Majka” volt, aki a Super TV2-n futó háttérműsort is vezette.
2014. szeptember 15-én bejelentették a zsűri tagjait: Kerényi Miklós Gábor, Pásztor Anna, Feke Pál és Mező Misi.

## Háttérműsor
A tehetségkutató háttérműsora, mely a Rising Star – A falon túl címet kapta, vasárnap éjjel látható volt a Super TV2-n, közvetlenül az élő műsorok után. A műsor, mint nevében is jelzi, a kulisszák mögé mutat bepillantást. Majka vezetésével a nézők még többet megtudhatnak a showban szereplő énekesekről és az ő történetükről. A zsűritagok estéről estére részletesebben kifejtik véleményüket a produkciókról, valamint megbeszélik meg az adott élő show történéseit.

## Átlagnézettség
A +4-es adatok a teljes lakosságra, a 18-59-es adatok a célközönségre vonatkoznak.
| Évad | Sugárzás       | Epizódok száma | Teljes lakosság (+4) | Teljes lakosság (+4) | Célközönség (18–59) | Célközönség (18–59) |
| Évad | Sugárzás       | Epizódok száma | AMR (fő)             | SHR (%)              | AMR (fő)            | SHR (%)             |
| ---- | -------------- | -------------- | -------------------- | -------------------- | ------------------- | ------------------- |
| 1    | Vasárnap 19:00 | 16             | 1 243 452            | 25,3                 | 660 044             | 23,2                |

- Forrás: Nézettségi adatok. BrandTrend.hu[halott link]

## Bővebben a mobil applikációkról
- Rising Star Android alkalmazás
- Rising Star iOS alkalmazás
- Rising Star Windows Phone alkalmazás